# Abierto Mexicano Pegaso 2002
Die Abierto Mexicano Pegaso 2002 waren ein Tennisturnier der WTA Tour 2002 für Damen und ein Tennisturnier der ATP Tour 2002 für Herren in Acapulco und fanden zeitgleich vom 25. Februar bis zum 2. März 2002 statt.